# Tagebuch einer Verlorenen
Tagebuch einer Verlorenen is een film uit 1929 onder regie van Georg Wilhelm Pabst. Hoewel de geluidsfilm werd gebruikt vanaf 1928, was dit een stomme film. De film is gebaseerd op een boek van Margarete Böhme.

## Verhaal
Thymiane is de rebelse maar onschuldige dochter van een apotheker. Als ze seksueel wordt misbruikt door een partner van haar vader, bevalt ze van een buitenechtelijk kind. De nieuwe vrouw van Thymiane's vader vindt dit onacceptabel en stuurt haar naar een kostschool. Thymiane vindt het hier verschrikkelijk en kan de strenge regels niet uitstaan. Op een nacht vlucht ze met een vriendin. Haar vriendin nodigt Thymiane uit naar haar huis, maar Thymiane wil naar haar kind. Als dit overleden blijkt te zijn, keert ze wel terug naar haar vriendin. Ze begint daar te leven als prostituee. Als haar vader overlijdt, wordt Thymiane rijk. Maar waar geeft ze het aan uit? Ze is haar verschrikkelijke levensstijl inmiddels al gewend.

## Rolverdeling
| Acteur         | Personage       |
| -------------- | --------------- |
| Louise Brooks  | Thymiane        |
| André Roanne   | Nicolas Osdorff |
| Edith Meinhard | Erika           |
| Fritz Rasp     | Meinert         |
| Kurt Gerron    | Dokter Vitalis  |